# Агата (жена Эдуарда Изгнанника)
Агата (Агафья, англ. Agatha) — супруга Эдуарда Изгнанника, наследника английского престола, и мать Эдгара Этелинга и Маргариты Святой, королевы Шотландии. Происхождение Агаты — одна из ещё не разрешённых загадок истории средних веков (медиевистики) и генеалогии.

## Биография
Ничего не известно о молодых годах Агаты. Она появляется в средневековых хрониках (самая ранняя из них — Англосаксонская хроника) как жена Эдуарда Изгнанника, сына Эдмунда Железнобокого, последнего англосаксонского короля перед датским завоеванием Англии начала XI века. Эдуард проживал в изгнании при дворе короля Венгрии. Известно, что где-то в 1038—1043 гг. Эдуард, находясь в Киеве, женился на Агате. В 1057 году Эдуард вместе со своей семьёй вернулся в Англию, однако скончался спустя несколько недель после прибытия. В 1066 году, после битвы при Гастингсе, сын Агаты Эдгар Этелинг был провозглашён королём Англии. Однако утвердиться на престоле ему не удалось: Англия была захвачена норманнами и королём стал Вильгельм Завоеватель. После этого, в 1067 году, Агата вместе с детьми бежала в Шотландию, где нашла убежище при дворе короля Малькольма III. Вскоре Маргарита, старшая дочь Агаты вышла замуж за шотландского короля. Маргарита прославилась своими религиозными реформами и тем влиянием, которая она оказала на культурную трансформацию шотландского королевства. О судьбе самой Агаты после этого ничего не известно. Нет также сведений о годе её смерти.

## Происхождение

### Средневековые свидетельства
Вопрос происхождения и национальной принадлежности Агаты до настоящего времени представляет собой ещё не разрешённую загадку истории. Сохранившиеся средневековые источники крайне противоречивы в отношении происхождения жены Эдуарда Изгнанника. Англосаксонская хроника, а также Флоренс Вустерский в своих работах «Chronicon ex chronicis» и «Regalis prosapia Anglorum», Симеон Даремский и Элред Ривоский сообщают, что Агата была родственницей «императора Генриха». Рьеволкс, а за ним и шотландская Мелроузская хроника называет её дочерью императора Генриха. Матвей Парижский, однако, считал Агату сестрой императора. Жеффрей Гаймар в своей «Истории англов» заявляет, что она была дочерью короля и королевы Венгрии, хотя и датирует этот брак временем, когда Эдуард ещё находился в Киеве. Ордерик Виталий в «Истории церкви» более конкретен, называя отцом Агаты короля Шаламона, который, в реальности, жил несколько позднее. Вильям Мальмсберийский в «De Gestis Regis Anglorum» утверждает, что жена Эдуарда была сестрой королевы Венгрии. Об этом сообщает также Альберик де Труа-Фонтен. Наконец, Роджер Ховеденский и автор «Законов Эдуарда Исповедника» сообщают, что когда Эдуард проживал при дворе киевского «короля Малесклода», он женился на знатной женщине. Более того, автор «Законов Эдуарда Исповедника» добавляет, что мать Святой Маргариты происходила из русского королевского рода.

### Германская и венгерская теории
Предположение о том, что Агата была дочерью или сестрой императора Священной Римской империи, не подтверждается никакими германскими источниками, что делает эту теорию крайне маловероятной. Более основательной выглядит точка зрения, предложенная историками XVIII века, что она приходилась племянницей императору. Джорджио Прай, О. Ф. Шум и Иштван Катона выдвинули гипотезу, что Агата была дочерью брата императора Генриха II Бруно Аугсбургского. Однако в немецких источниках нет сведений, что этот канонизированный епископ имел каких-либо детей.
Даниил Корнидес предположил, что Агата была дочерью сестры императора Генриха II Гизелы Баварской, жены короля Венгрии Иштвана I. Эта теория выгодно совмещает предположительные германские и венгерские корни жены Эдуарда Изгнанника, упоминаемые многими средневековыми авторами, а святая Маргарита Шотландская оказывается внучкой Святого Стефана. Гипотеза о родстве двух национальных святых была настолько заманчива, что эта идея стала общепринятой в XIX-XX веках. Слабость данной гипотезы состоит в том, что она не объясняет, почему смерть Иштвана Святого привела к династическому кризису в Венгрии: в случае, если Агата была дочерью Иштвана, ему должен был наследовать сын Эдуарда и Агаты Эдгар Этелинг. Более того, в венгерских источниках не упоминается, что кто-либо из детей Иштвана пережил своего отца. В любом случае, если бы Агата была дочерью или племянницей императора Генриха II, она была бы по возрасту гораздо старше своего мужа, а Эдгар, таким образом, был бы рождён ей в глубокой старости, что маловероятно.
Известный специалист по генеалогии, Сабольч де Важай, основываясь на более точном переводе латыни Флоренса Вустерского и предположении, что император, упоминаемый в Англосаксонской хронике, является Генрихом III, поддержал и широко обнародовал предположение более раннего венгерского историка Йозефа Херцога, что Агата была дочерью Людольфа, маркграфа Западной Фризии, старшего брата по матери императора Генриха III. Эта теория господствовала в исторической науке на протяжении тридцати лет, пока Рене Жетте не предложил другую гипотезу происхождения Агаты.

### Киевская теория
Рене Жетте указал, что Вильям Мальмсберийский и ряд более поздних хронистов уверенно сообщают, что сестра Агаты была королевой Венгрии. Из биографии Эдуарда Изгнанника известно, что он поддерживал венгерского короля Эндре I, и сопровождал его в его поездке из Киева в Венгрию в 1046 году, после чего долгое время пребывал при дворе Эндре I. Женой венгерского короля была Анастасия, дочь киевского князя Ярослава Мудрого и шведской принцессы Ингегерды. Таким образом, по логике Жетте, Агата оказывается дочерью Ярослава. Это предположение хорошо согласуется с утверждениями Жеффрея Гаймара и Роджера Ховеденского о том, что Эдуард, проживая в Киеве, взял в жёны девушку из местного знатного рода, а также о том, что тестем Эдуарда был «русский король».

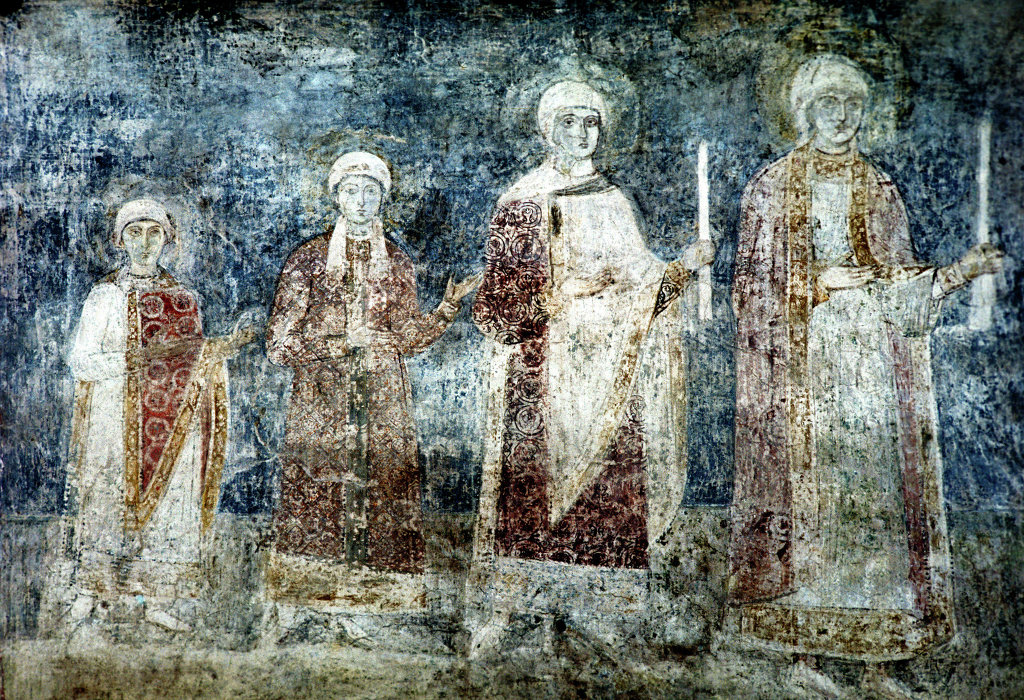
Дочери Ярослава Мудрого. Фреска XI века

Гипотеза Жетте подтверждается ономастическими аргументами. Греческое имя Агата впервые появилось у представителей Македонской династии императоров Византии. Позднее оно нашло достаточно широкое распространение среди княгинь династии Рюриковичей. Более того, когда отец Ярослава Мудрого, Владимир I, женился на византийской принцессе Анне, он взял себе христианское имя правящего императора Василия II, а некоторые из членов его семьи получили имена других представителей византийского императорского дома. Агата, возможно, была одной из них. Критики этого предположения, однако, указывают, что имя Агата могло проникнуть в Германию ранее, благодаря византийским бракам императоров Людовика Слепого и Оттона II.
Согласно другой теории, Агата могла быть не дочерью, а сестрой Ярослава Мудрого. Последняя жена Владимира I, отца Ярослава, была, вероятно, немецкой принцессой, что согласуется со свидетельствами хронистов о германских корнях жены Эдуарда Изгнанника. Более того, примерно в то же время, когда Эдуард женился на Агате, зафиксирован брак польского князя Казимира I и другой дочери Владимира I, Добронеги. Согласно данной теории, связь Агаты с венгерским королевским домом также наличествует, поскольку другая дочь Владимира была женой венгерского принца Ласло Смелого, дяди короля Эндре I.
Существует также гипотеза о том, что Агата была дочерью Владимира Великого и византийской принцессы Анны Порфирородной.
Имена детей и внуков Агаты — Маргарита, Кристина, Давид и Александр, — неизвестные современной ей Британии, также могут свидетельствовать о византийско-русском происхождении жены Эдуарда Изгнанника. Так, имя Давид было дано при крещении первому русскому святому и младшему брату Ярослава Мудрого Глебу (канонизирован около 1073 года). Это имя также употребляется в известной речи епископа Илариона Киевского, сравнившего Владимира I с библейским Давидом, а Ярослава — с Соломоном Мудрым. Детей венгерского короля Эндре I также звали Давид и Шаламон. Александр, безусловно, восходит к имени Александра Македонского, деяния и биография которого были очень популярны в Киеве XI века. Наконец, имена Маргарита и Кристина имеют, вероятно, шведское происхождение, а жена Ярослава Мудрого была именно шведской принцессой.
Слабой стороной киевской теории происхождения Агаты является тот факт, что в этом случае Эдгар Этелинг и Маргарита Святая являлись бы по материнской линии двоюродными братом и сестрой французского короля Филиппа I. Такие близкие родственные связи не могли быть не замечены современниками, однако ни в одном из средневековых источников не содержится никакого упоминания об этом. Молчание хронистов о родстве французского короля и шотландской королевы свидетельствует против предположения о великокняжеском происхождении Агаты.

### Первая болгарская теория
В начале XXI века была предложена ещё одна гипотеза: болгарский историк Ян Младёв предположил, что Агата была дочерью Гавриила Радомира, предпоследнего царя Первого Болгарского царства, и его жены, венгерской принцессы Маргариты, дочери князя Гезы. Брак Гавриила и Маргариты был расторгнут в 999 г. по инициативе Иштвана I, и царь женился второй раз в 1000 году. Согласно этой версии, после своего развода с Гавриилом Радомиром мать Агаты покинула Болгарию беременной и вернулась на родину, где и родилась будущая жена Эдуарда Изгнанника. Выбор имени для Агаты объясняется тем, что такое имя носила мать Гавриила Радомира, знатная гречанка из Диррахия.
Слабость этой теории в её хронологии. Расторжение брака дочери Гезы и Гавриила Радомира обычно датируется 999 годом. Если Агата родилась в 1000 году, то она была более чем на пятнадцать лет старше, чем её муж Эдуард, и ко времени рождения Эдгара Этелинга ей был бы 51 год.

### Вторая болгарская теория
В статье российского византиниста К. Капсалыковой рассматривается версия о том, что Агата была внучкой царя Гавриила Радомира от царя Петра II Деляна (его сын от Маргариты, болгарской царицы и сестры короля Иштвана I). Тогда получается, что она родила Маргариту и Эдгара Этелинга в 1045 и 1051 годах соответственно, то есть в возрасте двадцати-тридцати лет и была ровесницей своего мужа Эдуарда Изгнанника. Теория о болгарском происхождении Агаты привлекательна тем, что полностью решает «вопрос о наследниках». В том случае, если Агата была родственницей императора Священной Римской империи Генриха II Святого, сестра которого Гизелла стала женой венгерского короля Иштвана I Святого, остаётся непонятным, почему Эдгар Этелинг не заявил о своих правах на венгерский престол во время династического кризиса. В случае же болгарского происхождения Агаты её детям не на что было бы претендовать: уже в 1018 году государство Комитопулов погибло, а Болгария превратилась в часть Византийской империи. Кроме того, в этом случае родство Эдгара Этелинга с венгерским королевским домом через Анастасию Хатун, сыновья которой долгое время были в изгнании, выглядит крайне неубедительным. Вильям Мальмсберийский и Альберик де Труа-Фонтен сообщают, что Агата была «сестрой венгерской королевы». Это было бы возможно только в одном случае: если Агата была внучкой Гаврила Радомира, родившейся около 1010 года. Тогда её сестрой была вторая жена Вазула, двоюродного брата Иштвана Святого, а также двоюродная внучка Гаврила Радомира — царевна Каталина, — или же первая жена короля Пётра Орсеоло, поскольку вторая его жена Юдит фон Швейнфурт вышла за него замуж после 1055 года. Показательно то, что имя Агата носила мать царя Гавриила Радомира, а её дочь Маргарита — имя матери царя Петра II Деляна, да и имена её внуков Давида, Марии, Александра, Юдифь (Эдиты) — это старозаветные имена, очень характерные для болгарской династии Комитопулов.